# Гран-прі ФІДЕ серед жінок 2015—2016
Гран-прі ФІДЕ серед жінок 2015—2016 — серія із п'яти шахових турнірів. Переможниця серії отримує право участі в матчі за звання чемпіонки світу 2018 року.

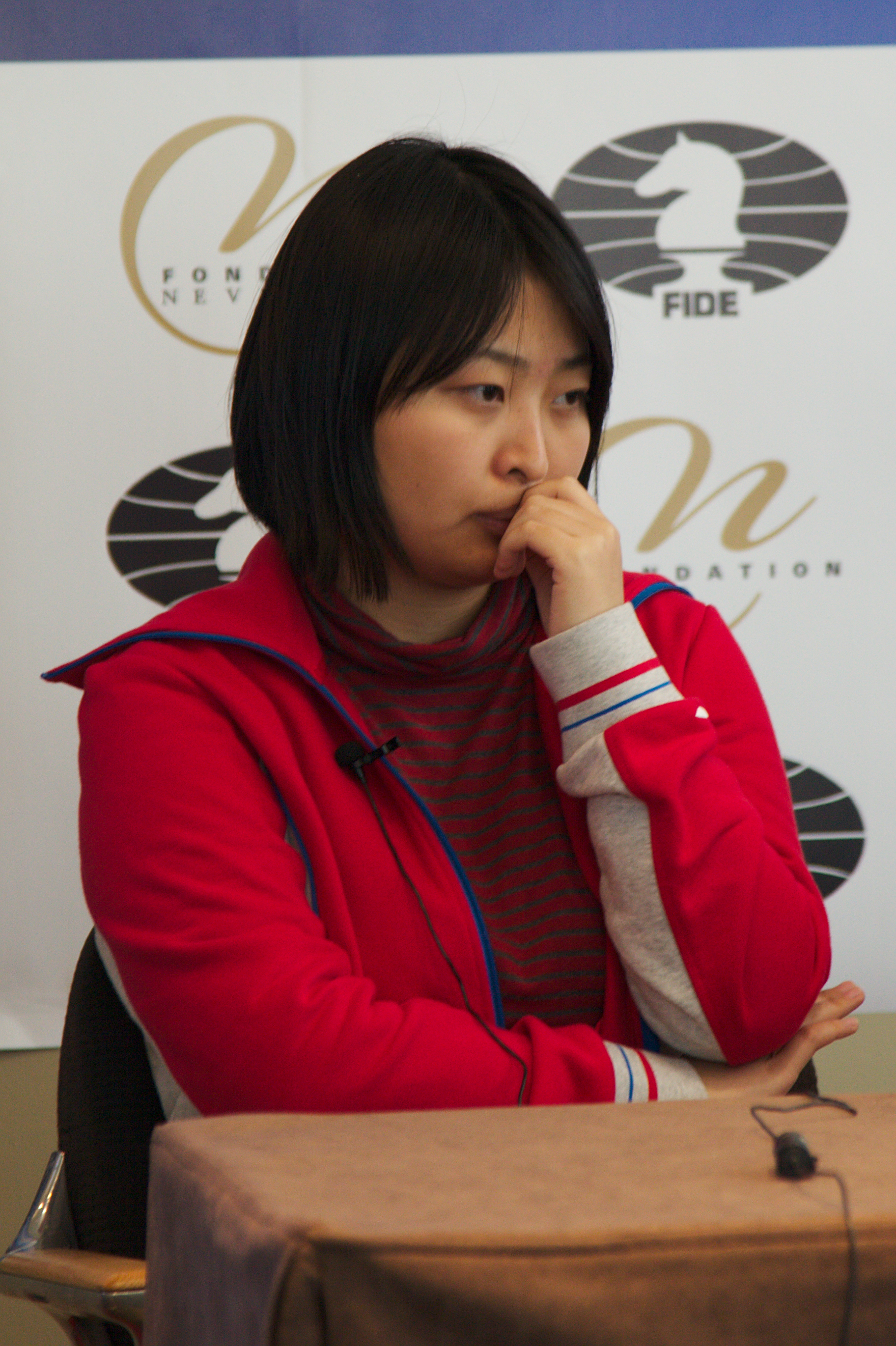
Цзюй Веньцзюнь — переможниця серії Гран-прі ФІДЕ2015/2016

Участь в серії взяли 22 шахістки, з них троє (Хоу Іфань, Еліна Даніелян, Тань Чжун'ї) зіграли лише в одному турнірі. Решта 19 учасниць взяли участь у трьох з п'яти етапів.
Серія турнірів Гран-прі ФІДЕ 2015—2016 рр. проходила у п'яти містах: Монте-Карло, Тегерані, Батумі, Ченду та Ханти-Мансійськ. Початок серії — 2 жовтня 2015 року в Монте-Карло, закінчення — 1 грудня 2016 року в Ханти-Мансійську.
Це був четвертий цикл серії Гран-прі ФІДЕ . Фавориткою вважали екс-чемпіонку світу (станом на 2015 рік) Хоу Іфань, яка була переможницею попередніх трьох серій Гран-прі. Але перемігши в Монте-Карло, Хоу Іфань в наступних етапах участі не брала. Переможницею серії Гран-прі у підсумку стала інша китайська шахістка Цзюй Веньцзюнь (413½ очок), другою стала — Гампі Конеру (335 очок), третьою — Валентина Гуніна (287 очок).

### Формат турніру
У кожному з турнірів брали участь 12 шахісток.
За перемогу в окремій партії гравцям нараховують 1 очко, за нічию ½ очка та 0 очок за поразку.
Призовий фонд окремого етапу гран-прі становить 60 000 євро, призовий фонд за показані результати протягом всього циклу гран-прі становить 90 000 євро.
Розподіл очок та сума призових такі:
| Місце | Очки   | Призові за окремий етап | Призові за підсумками серії |
| ----- | ------ | ----------------------- | --------------------------- |
| 1     | 120+40 | 10 000 Євро             | 25 000 Євро                 |
| 2     | 110+20 | 8 250 Євро              | 20 000 Євро                 |
| 3     | 100+10 | 6 750 Євро              | 15 000 Євро                 |
| 4     | 90     | 5 750 Євро              | 10 000 Євро                 |
| 5     | 80     | 5 000 Євро              | 7 500 Євро                  |
| 6     | 70     | 4 500 Євро              | 5 500 Євро                  |
| 7     | 60     | 4 250 Євро              | 4 000 Євро                  |
| 8     | 50     | 4 000 Євро              | 3 000 Євро                  |
| 9     | 40     | 3 250 Євро              |                             |
| 10    | 30     | 3 000 Євро              |                             |
| 11    | 20     | 2 750 Євро              |                             |
| 12    | 10     | 2 500 Євро              |                             |
| Разом |        | 60 000 Євро             | 90 000 Євро                 |

У разі розподілу місць, очки розподіляють порівну.
У загальному заліку враховуються три найкращі результати в серії. Шахістка з найбільшою кількістю очок за підсумками усіх турнірів серії Гран-прі визнається переможцем.

### Учасниці
Відбір шахісток у серію проводився в такий спосіб:
| Шахіст              | Країна   | Спосіб кваліфікації                      |
| ------------------- | -------- | ---------------------------------------- |
| Марія Музичук       | Україна  | Півфіналістки чемпіонату світу 2015 року |
| Наталя Погоніна     | Росія    | Півфіналістки чемпіонату світу 2015 року |
| Піа Крамлінг        | Швеція   | Півфіналістки чемпіонату світу 2015 року |
| Харіка Дронаваллі   | Індія    | Півфіналістки чемпіонату світу 2015 року |
| Хоу Іфань           | КНР      | Рейтинг ФІДЕ (середній за рік)           |
| Гампі Конеру        | Індія    | Рейтинг ФІДЕ (середній за рік)           |
| Нана Дзагнідзе      | Грузія   | Рейтинг ФІДЕ (середній за рік)           |
| Цзюй Веньцзюнь      | КНР      | Рейтинг ФІДЕ (середній за рік)           |
| Анна Музичук        | Україна  | Рейтинг ФІДЕ (середній за рік)           |
| Валентина Гуніна    | Росія    | Рейтинг ФІДЕ (середній за рік)           |
| Антоанета Стефанова | Болгарія | Квота президента ФІДЕ                    |
| Олександра Костенюк | Росія    | Квота президента ФІДЕ                    |
| Сарасадат Хадем     | Іран     | Квота організаторів окремих етапів       |
| Ельміра Скрипченко  | Франція  | Квота організаторів окремих етапів       |
| Наталя Жукова       | Україна  | Квота організаторів окремих етапів       |
| Ніно Баціашвілі     | Грузія   | Квота організаторів окремих етапів       |
| Чжао Сюе            | КНР      |                                          |

### Розклад та переможці (призери)
| Місто                  | Дата                              | Шахістка                                                          | Країна               | +     | −     | =     | Очки    |
| ---------------------- | --------------------------------- | ----------------------------------------------------------------- | -------------------- | ----- | ----- | ----- | ------- |
| Монте-Карло, Монако    | 2 — 16 жовтня 2015 року           | Хоу Іфань Марія Музичук Гампі Конеру                              | КНР Україна Індія    | 8 4 6 | 1 3   | 2 6 2 | 9 7     |
| Тегеран, Іран          | 10 — 24 лютого 2016 року          | Цзюй Веньцзюнь Сарасадат Хадем Чжао Сюе                           | КНР Іран КНР         | 4 5   | 0 1 2 | 7 6 4 | 7½ 7    |
| Батумі, Грузія         | 19 квітня — 2 травня 2016 року    | Валентина Гуніна Олександра Костенюк Ніно Баціашвілі Анна Музичук | Росія Грузія Україна | 6 4 3 | 2     | 3 5 6 | 7½ 6½ 6 |
| Ченду, Китай           | 1 — 15 липня 2016 року            | Дронаваллі Харіка Гампі Конеру                                    | Індія                | 3 5   | 0 2   | 8 4   | 7       |
| Ханти-Мансійськ, Росія | 18 листопада — 1 грудня 2016 року | Цзюй Веньцзюнь Ніно Баціашвілі                                    | КНР Грузія           | 5     | 1 3   | 3     | 7½ 6½   |

### Залік Гран-прі
|       | Шахістка                       | Рейтинг ЕЛО (вересень 2015) | Монте-Карло | Тегеран | Батумі | Ченду | Ханти- Мансійськ | Сума очок |
| ----- | ------------------------------ | --------------------------- | ----------- | ------- | ------ | ----- | ---------------- | --------- |
| 1     | Цзюй Веньцзюнь (Китай)         | 2542                        |             | 160     |        | 93½   | 160              | 413½      |
| 2     | Гампі Конеру (Індія)           | 2578                        | 120         | 70      |        | 145   |                  | 335       |
| 3     | Валентина Гуніна (Росія)       | 2529                        |             | 45      | 160    |       | 82               | 287       |
| 4     | Олександра Костенюк (Росія)    | 2530                        | 65          |         | 130    |       | 82               | 277       |
| 5     | Харіка Дронаваллі (Індія)      | 2508                        |             | 45      |        | 145   | 82               | 272       |
| 6     | Чжао Сюе (Китай)               | 2524                        |             | 120     | 70     | 60    |                  | 250       |
| 7     | Ніно Баціашвілі (Грузія)       | 2500                        |             | 15      | 100    |       | 130              | 245       |
| 8     | Анна Музичук (Україна)         | 2549                        | 30          |         | 100    | 93½   |                  | 223½      |
| 9     | Марія Музичук (Україна)        | 2528                        | 120         |         | 40     | 60    |                  | 220       |
| 10    | Сарасадат Хадем (Іран)         | 2397                        | 10          | 120     |        |       | 82               | 212       |
| 11    | Нана Дзагнідзе (Грузія)        | 2573                        | 50          | 85      | 70     |       |                  | 205       |
| 12    | Наталя Погоніна (Росія)        | 2445                        | 85          | 85      |        |       | 25               | 195       |
| 13    | Антоанета Стефанова (Болгарія) | 2500                        | 65          | 15      |        | 93½   |                  | 173½      |
| 14    | Хоу Іфань (Китай)              | 2671                        | 160         |         |        |       |                  | 160       |
| 15    | Ольга Гиря (Росія)             | 2483                        |             |         | 40     | 35    | 82               | 157       |
| 16    | Наталя Жукова (Україна)        | 2482                        | 30          | 60      |        |       | 50               | 140       |
| 17    | Піа Крамлінг (Швеція)          | 2513                        | 85          | 30      |        | 10    |                  | 125       |
| 18-19 | Бела Хотенашвілі (Грузія)      | 2502                        |             |         | 10     | 60    | 40               | 110       |
| 18-19 | Ельміра Скрипченко (Франція)   | 2441                        | 30          |         | 70     |       | 10               | 110       |
| 20    | Лейла Джавахішвілі (Грузія)    | 2463                        |             |         | 40     | 35    | 25               | 100       |
| 21-22 | Еліна Даніелян (Вірменія)      | 2474                        |             |         | 20     |       |                  | 20        |
| 21-22 | Тань Чжун'ї (Китай)            | 2492                        |             |         |        | 20    |                  | 20        |